# 佐藤寛 (社会学者)
佐藤 寛（さとう かん、1957年 - ）は、日本の社会学者。専門は、開発社会学、援助研究。
1981年東京大学文学部社会学科卒業後、アジア経済研究所入所。同研究支援部長、JETRO貿易開発部上席主任調査研究員、JETRO海外調査部上席主任調査研究員、研究所海外調査員（ブライトン駐在)、等を経て、現在同国際交流・研修室長。東京大学教養学部非常勤講師、国際開発学会副会長。
従来社会学とは先進国(欧米諸国)の市民社会を研究分野として発展し、途上国は人類学の領域だと考えられていたが、佐藤寛は開発援助の問題を社会学的に分析した。

## 著書

### 単著
- 『イエメン――もうひとつのアラビア』（アジア経済研究所, 1994年）
- 『イエメンものづくし――モノを通してみる文化と社会』（アジア経済研究所, 2001年）
- 『開発援助の社会学』（世界思想社, 2005年）

### 編著
- 『援助の社会的影響』（アジア経済研究所, 1994年）
- 『援助と社会の固有要因』（アジア経済研究所, 1995年）
- 『イエメン内戦――その背景と今後の展望』（アジア経済研究所, 1995年）
- 『援助研究入門――援助現象への学際的アプローチ』（アジア経済研究所, 1996年）
- 『援助の実施と現地行政』（アジア経済研究所, 1997年）
- 『開発援助とバングラデシュ』（アジア経済研究所, 1998年）
- 『援助と社会関係資本――ソーシャルキャピタル論の可能性』（アジア経済研究所, 2001年）
- 『参加型開発の再検討』（アジア経済研究所, 2003年）
- 『援助と住民組織化』（アジア経済研究所, 2004年）
- 『援助とエンパワーメント――能力開発と社会環境変化の組み合わせ』（アジア経済研究所, 2005年）

### 共編著
- （青山温子）『シリーズ国際開発（3）生活と開発』（日本評論社, 2005年）
- （アジア経済研究所開発スクール）『テキスト社会開発――貧困削減への新たな道筋』（日本評論社, 2007年）